# Piprörtjärnen (Lits socken, Jämtland)
Piprörtjärnen är en sjö i Östersunds kommun i Jämtland och ingår i Indalsälvens huvudavrinningsområde. Sjön har en area på 0,0706 kvadratkilometer och ligger 247 meter över havet.

## Delavrinningsområde
Piprörtjärnen ingår i det delavrinningsområde (701485-147209) som SMHI kallar för Mynnar i Midskogsselet. Medelhöjden är 350 meter över havet och ytan är 35,77 kvadratkilometer. Det finns inga avrinningsområden uppströms utan avrinningsområdet är högsta punkten. Hällsgårdsån som avvattnar avrinningsområdet har biflödesordning 2, vilket innebär att vattnet flödar genom totalt 2 vattendrag innan det når havet efter 172 kilometer. Avrinningsområdet består mestadels av skog (76 procent). Avrinningsområdet har 0,07 kvadratkilometer vattenytor vilket ger det en sjöprocent på 0,2 procent.